# リーネック
リーネック (ドイツ語: Rieneck、 [ˈriːnɛk])は、ドイツ連邦共和国バイエルン州ウンターフランケン行政管区のマイン＝シュペッサルト郡の市である。

## 地理

### 位置
この街は、レーン山地の南の支脈とシュペッサルト山地東部との間のヴュルツブルク地方、ジン川下流に位置している。市域の最高地点は、シュペッサルト山地内の旧アインジーデル修道院の近くに位置する海抜 448 m の地点、最低地点はジン川沿いの海抜 164 m である。リーネックをフレンキシェ・マリエンヴェークが通っている。

### 市の構成
本市は、ゲマルクング（ドイツ語: Gemarkung は、不動産における地区である）についてはリーネック単独からなる。オルツタイル（ドイツ語: Ortsteil行政上の地区）はリーネックとデュルンホーフの2地区である。

### 隣接する市町村
|                                     | ブルクジン                            |                            |
| ヘルンヴァルト*                     |                                       | グレーフェンドルフ         |
| ルッペルツヒュッテナー・フォルスト* | ランゲンプロツェルテナー・フォルスト* | ゲミュンデン・アム・マイン |

- 地名の後に「*」があるのは市町村に属さない地区を示す。
- 隣接する市町村、地区はいずれもマイン＝シュペッサルト郡に属す。

## 歴史

### 中世
リーネック集落に関する現存する最も古い文献記録は、790年に作成された。1168年にはリーネック伯ルートヴィヒがリーネック村を含むリーネック伯領をマインツ選帝侯のレーエンとして治めていた。現在の地名は、リーネック集落の高台にあるリーネック城を居城としてたリーネック伯に由来する。この伯家は、ミッテルライン地方の断絶した家系から「リーネック」の名前を引き継いだ。この伯家の末裔に、後にこの地域で重要な役割を担ったミニステリアーレのフォイト・フォン・リーネック家がある。城は12世紀半ばに建設された。
皇帝フリードリヒ1世バルバロッサとカスティーリャ王アルフォンソ8世との間結ばれたフリードリヒの息子コンラートとアルフォンスの娘ベレンゲラとの結婚を取り決めた1188年の協定書の中に "castrum Rienecke"（Rienecke城）の記述が見られる。リーネックのことであると推定されるこの城は、他の29のシュタウフェン家の所領とともにモルゲンガーベとして挙げられていた。しかし、この結婚は実現しなかった。この集落は1311年6月7日に Oppidum（城市）として記述されている。

### マインツとハーナウの共同統治への経緯
本市がマインツ選帝侯 (3/4) とハーナウ家 (1/4) との共同統治となった経緯について、文献には2つの異なる記述がなされている。
- 1333年にリーネック＝ローテンフェルス家が断絶した際、ウルリヒ2世フォン・ハーナウ（ドイツ語版、英語版）がその母エリーザベト・フォン・リーネック＝ローテンフェルスを介して市の 1/4 とリーネック城を相続し、残りをマインツ選帝侯が保持した。
- 1559年9月3日のリーネック伯フィリップ3世の死により、リーネック家は断絶した。彼はハーナウ＝ミュンツェンベルク伯（ドイツ語版、英語版）フィリップ3世と親しかった。リーネック伯フィリップ3世が男性後継者なしに死亡するであろうことが予見できたとき、2人はハーナウ伯を相続人とすることで合意した。しかし形式上の欠陥があり、この意図は達成されなかった。この相続を巡ってマインツ選帝侯とハーナウ家との間で紛争が起こった。その結果、3/4をマインツ選帝侯領、1/4をハーナウ＝ミュンツェンベルク領の共同統治とすることで妥結した。

### 近世・近代
マインツ部分は1673年にノスティッツ伯に売却され、1803年にさらにコローレード＝マンスフェルト伯に売却された。その後1806年にリーネックは陪臣化され、アシャッフェンブルク侯国に属した。アシャッフェンブルク侯国がフランクフルト大公国に併合された際、ここにアシャッフェンブルク県ディストリクツメリー（自治体の区分名）・リーネックが設けられた。1812年メリー・リーネックには、2つの農場と1つのレンガ工場があり216戸に1200人が住んでいた。1814年6月3日のパリ条約に基づき、同年6月26日にリーネックはフランクフルト大公国アシャッフェンブルク侯国とともにバイエルン王国領となり、1814年10月1日に創設された第2級ラントゲリヒト・ロールに編入された。バイエルンの行政改革に伴う1818年の自治体令により、リーネック市が形成された。リーネックは1828年6月30日から1829年1月14日までラントゲリヒト・ゲミュンデンに属した。
1862年に旧ラントゲリヒト・オードヌング・オルプとラントゲリヒト・ゲミュンデンからベツィルクスアムト・ゲミュンデン・アム・マインが成立し、リーネックはその管轄下に置かれた。ベツィルクスアムト・ゲミュンデンは、1872年にベツィルクスアムト・ロール・アム・マインに統合された。1902年に再びベツィルクスアムト・ゲミュンデンが新設された。1939年にドイツ国全土で「ラントクライス」（郡）の呼称が使われることとなった。リーネックはゲミュンデン・アム・マイン郡の27市町村の1つとなった。ゲミュンデン・アム・マイン郡の廃止に伴い、1972年7月1日にミッテルマイン郡が新設された。この郡は10か月後に現在の「マイン＝シュペッサルト郡」と改名された。
1945年3月29日リーネックで、略奪で告発された5人のソヴィエト人戦争捕虜が正当な法的手続きなしに、ヴュルツブルクの突撃隊旅団指導者で国民突撃隊指導者のハンス・オルプの命令により、5人のリーネック・ヒトラーユーゲントの隊員によって射殺された。このヒトラーユーゲント隊員は、1947年の尋問の際に射殺したことを認めたが、事件当時未成年であったことから懲役を免れた。オルプは1950年に過失致死罪で5年の懲役刑を科されたが、刑務所でわずか1年過ごしただけで出所した。市議会は2015年1月12日の3回目の審議の後に寄贈された記念板の設置を許可し、2015年3月29日に設置が完了した。

## 住民

### 人口推移
1988年から2018年までの間にリーネックの人口は2,069人から1,959人に109人減少した。減少率は 5.3 % に相当する。
| 年         | 1970  | 1987  | 1991  | 1995  | 2000  | 2005  | 2010  | 2015  |
| ---------- | ----- | ----- | ----- | ----- | ----- | ----- | ----- | ----- |
| 人口（人） | 2,315 | 2,096 | 2,155 | 2,133 | 2,127 | 2,113 | 2,022 | 1,987 |

### 宗教
リーネックは1411年に教区教会の所在地となった。この街はマインツ選帝侯の影響下にあったため、宗教改革は足場を築くことができなかった。このため住民は現在もローマ＝カトリック信者が主流である。ローマ＝カトリック教会は洗礼者聖ヨハネを守護聖人として仰いでいる。古典主義様式の教区教会は1812年に完成した。
福音主義教会組織はブルクジンの下位に置かれている。福音主義の礼拝は、リーネック城の礼拝堂で定期的に行われている。
中世にはすでにユダヤ人がリーネックに住んでいたことが判っている。その組織については明かではないが、1298年のリントフライシュの迫害により打撃を受けた。その後17世紀半ばに再びユダヤ人の名前が史料に現れ、1699年からはユダヤ教組織が形成された、18世紀からはユーデンガッセ（ユダヤ人通り）が存在しており、そこにミクワーがあった。1837年には、この街の人口1,596人の 6.2 % にあたる 96 人がユダヤ教信者であった。その後13人まで減少したが、1938年11月の迫害運動（水晶の夜）でこの街を離れ、フランクフルト・アム・マインに移動しなければならなかった。シナゴーグは、おそらく17世紀に建設され、トーラー神殿に1748年という年号が書かれていた。1932年のこの建物改修のための募金の呼びかけ広告では1699年建造とされていた。1937年6月30日に起こった損傷の際の新たな修復は、20人足らずの教団は、バイエルン・イスラエル人教会連盟からの支援によってのみ実行できた。水晶の夜では、シナゴーグの内部が完全に破壊され、基礎壁だけが残った。その裏庭にシナゴーグがあった、戦争記念碑前シュロスベルク10番地の家の裏には、ホロコーストで迫害され、殺害されたユダヤ人の記念板が設けられている。

## 行政

### 議会
リーネック市議会は、14議席からなる。

### 首長
2020年5月1日からスヴェン・ニッケル (Freie Bürger) が市長を務めている。彼はフーベルト・ニッケル (Allianz für Rieneck) との決選投票で 63.23 % の支持票を獲得して市長に選出された。当時現職のヴォルフガング・キューバー (Rienecker Junge Wähler Union) は決選投票に薦めなかった。
歴代市長を以下に列記する。
- 1986年 - 2003年 ヴァルター・ヘフリング
- 2003年 - 2006年 ヴァルデマール・ホルン
- 2006年 - 2020年 ヴォルフガング・キューバー
- 2020年 -  スヴェン・ニッケル

## 紋章
四分割。分割の中央に6本スポークの銀の輪。向かって左上と右下は、合計6本の金と赤の逆V字図形。向かって右上と左下は、合計10本の金と赤のストライプ。

## 文化と見所

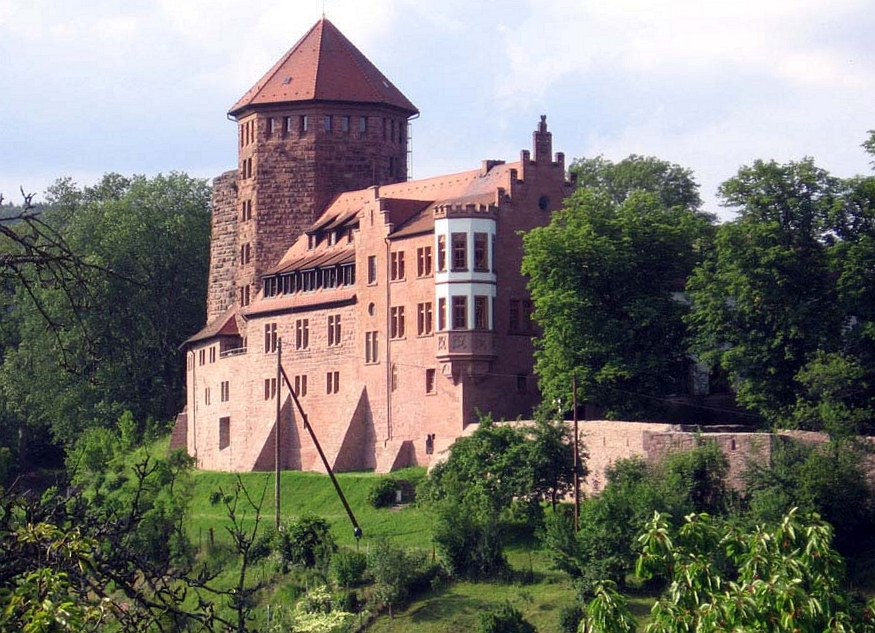
リーネック城

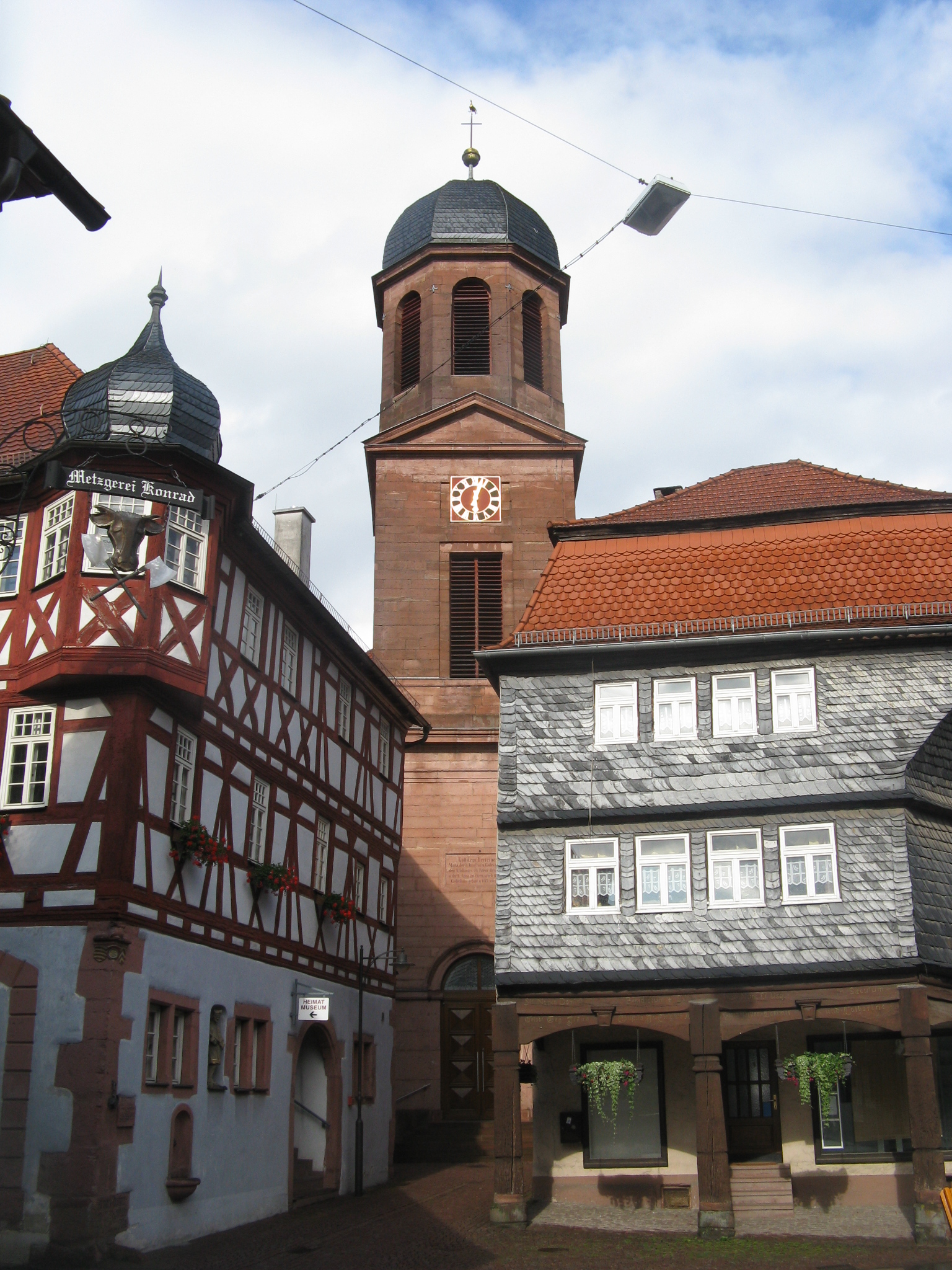
リーネック旧市街の建築アンサンブル。向かって左から市庁舎、聖ヨハネス教会、こけら貼りの建物

リーネックは、広葉樹林（シュペッサルトアイヒェ）の魅力的な自然環境に囲まれている。1990年代末に自然保護区に指定された幅広いジン川の谷の緑地は、ビーバーをはじめとする珍しい動物や、フリチラリア・メレアグリスなどの保護指定された植物の棲息地となっている。
- リーネック城
- 15/16世紀に建設された隅塔を持つ木組みの市庁舎の前には、首かせのついたさらし台がある。これには死刑を宣告することができた重罪裁判所ツェントゲリヒト・リーネックの最後の遺構であることを解説した銘が記されている。
- 市庁舎の向かい側には、こけら貼りの非対称に立てられた、珍しい木の柱の張り出し部を持つ建物がある。
- 上記2つの建物と聖ヨハネス教会が、旧市街中核部の建築アンサンブルを構成している。
- ハウプト通りの中央駐車場前に、古い水槽（1600年頃）がある。これはかつてワインの秤量の基準（「リーネッカー・アイマー」）として用いられていた。現在リーネック周辺でワイン造りは行われていない。
- かつてのディートマール・フォン・リーネックの居館で、1580年からマインツ選帝侯のアムツケラーライ（徴税役場）として利用された「リーネックシェ・モスヘンホーフ」は、1960年に取り壊された。記念碑だけがその存在を思い起こさせる。

## 経済と社会資本

### 経済
2018年の税収は約150万2千ユーロで、このうち産業税は30万8千ユーロであった。
リーネックの経済的ポテンシャルは、林業（2018年の森林面積は 2,113 ha）と観光業（2018年時点で延べ35,452泊）にある。現時点での経済構造は主に製造業、商業およびサービス業からなっている。リーネックの就労者の大部分は近隣のロール・アム・マイン（ボッシュ・レクスロート AG）、カールシュタット、ヴュルツブルクへ通勤している。

### 交通
リーネックには、鉄道フリーデン - ゲミュンデン線の駅があり、郡の旅客交通とバスで結ばれている。リーネック＝ジンベルク・ジャンクションによって、フリーデン - ゲミュンデン線と高速鉄道ハノーファー - ヴュルツブルク線とを結んでいる。最寄りのICE-駅（ヴュルツブルク中央駅）までの距離は 50 km である。最寄りの空港であるフランクフルト空港へは 100 km である。

### 社会福祉
リーネックの外れ、ゲミュンデン・アム・マインのホーエンロート地区に、SOS-ドルフゲマインシャフト（直訳: SOS-村落共同体）ホーエンロートがある。

## 人物

### 出身者
- アントン・シュナック（1892年 - 1973年）作家

### 訳注
1. ↑  ドイツ語: Morgengabe。ドイツの古い風習で、結婚後最初の朝に新妻に贈られるプレゼント